# Nectocaecilia
Nectocaecilia là một chi động vật lưỡng cư trong họ Caeciliidae, thuộc bộ Gymnophiona. Chi này có 1 loài và không bị đe dọa tuyệt chủng.